# Mario Augusto Rodríguez
Mario Augusto Rodríguez Vélez (Santiago de Veraguas, Panamá, 12 de septiembre de 1917- Ciudad de Panamá, Panamá, 11 de enero de 2009) fue un periodista, cuentista, poeta, dramaturgo, ensayista y profesor panameño.
Primer puesto en la primera graduación de la Escuela Normal Juan Demóstenes Arosemena en Santiago de Veraguas (1939). Egresado de la Universidad de Panamá (1951) y de la Universidad Central del Ecuador (1957). Dirigió la Revista Lotería en Panamá. 

## Obras
Es autor de varios libros de crónicas y reportajes periodísticos, profesión en la que trabajó como director de varios medios nacionales, editor, columnista y docente. Tiene dos libros inéditos de cuentos infantiles. También escribió sus memorias, en dos libros separados: las personales y las periodísticas. 
Cuentos
- Campo adentro (1947)
- Luna en Veraguas (1948)
- Los Ultrajados (1994)

Novela
- Negra pesadilla roja (1994)

Poesía
- Canto de amor para la patria novia (1957)

Ensayo
- Estudio y presentación de los cuentos de Ricardo Miró (1956)

Teatro
- Pasión campesina (1947)
- El dios de la justicia (1955)